# ExGAME
『ExGAME』（エックスゲーム）は、2000年2月から2001年4月にかけてブレイン・ストームから刊行されたパソコンゲーム情報誌。同社の『アクションリプレイ』別冊と言う形で刊行され、Windows 95～98用改造ツール「DBxTAND」のコードを掲載していた。全6冊。
『ゲームラボ』（三才ブックス）より独立したスタッフが発刊した雑誌の一つで、プレイステーションエミュレータ「bleem!」のドリームキャスト版をスクープするなど同種の雑誌群では高い評価を得ていた。
主に取り上げられた記事
- Donald Dickの作者ロシア人ハッカーによるハッキング講座。

ロシア語で書かれたものを英語にし、それから日本語に翻訳していたという（編集後記より）。そのため、誌面には日本語の記事と英語の記事を両方掲載するというスタンスを取っていた。
- ドリームキャストで動くプレステエミュレータBleem!をスクープ。

実際に動いているプレイステーションとBleem!の画面写真を比較したり、開発者のインタビュー記事が掲載された。後にBleem!は1ゲームにつき1つと機能を限定した形で当時の『プロアクションリプレイ』の販売元のカラット社よりリリースされたが、記事では100タイトル近いゲームが動くプロトタイプだった模様で貴重である。
- 渡辺電機(株)のマンガ

編集長が『ゲームラボ』で渡辺電機(株)の連載を担当していたことから、同誌にも毎号渡辺電機(株)が掲載されていた。毎号4ページ１話完結。
- パソコンソフトレビュー

パソコンの家庭用ゲームを100点満点で採点。編集長がヘヴィメタルに傾倒していたため、『Burrn!』と同じ方式のレイアウトが採用された。渡辺電機(株)のマンガが数ページにわたって掲載されていた。